# Ljudmila Petruševskaja
Ljudmila Stefanovna Petruševskaja (in russo Людмила Стефановна Петрушевская?; Mosca, 26 maggio 1938) è una scrittrice, drammaturga e pittrice russa, nota per i suoi romanzi e opere teatrali spesso censurate dal governo sovietico; tra le sue opere principali la raccolta di storie Bessmertnaja ljubov' pubblicata nel 1988.
È considerata una delle principali figure letterarie viventi della Russia, venendo paragonata nello stile ad Anton Čechov e nell'influenza ad Aleksandr Solženicyn. Le sue opere hanno ottenuto numerosi riconoscimenti, tra cui il Russian Booker Prize, il Pushkin Prize e il World Fantasy Award. Petruševskaja  è anche conosciuta come artista e pittrice; le sue opere sono state esposte nei principali musei russi, tra cui la Galleria Tret'jakov, il Museo di Belle Arti Pushkin e il Museo Statale di Letteratura.

## Biografia
Petruševskaja è nata a Mosca, URSS, il 26 maggio 1938, nel maestoso Hotel Metropol'.  Visse lì con la sua famiglia fino al 1941, quando suo padre, un intellettuale bolscevico, fu dichiarato nemico dello stato. Abbandonò Petruševskaja e sua madre, che furono costrette a fuggire dalla città verso Kujbyšev (ora Samara). In seguito, Petruševskaja ha raccontato una prima infanzia straziante trascorsa in case famiglia, per strada e successivamente in appartamenti comuni. Afferma in The Girl from the Metropol Hotel che durante quel periodo si è guadagnata il soprannome di "The Moscow Matchstick" da altri bambini, a causa della sua magrezza.
All'età di nove anni, Petruševskaja e sua madre tornarono a Mosca, dove lei trascorse il resto della sua infanzia e adolescenza. Ha frequentato l'Università Statale di Mosca, laureandosi in giornalismo.